# 奥山奈々
奥山 奈々（おくやま なな、1981年3月13日 - ）は、日本の女優、モデル、タレント、司会者である。東京都出身。スターダストプロモーション所属。

## 人物
主な趣味は、本場ハワイで学んで以来続けているフラダンス。芸能活動と並行して、東京都内3か所にスタジオがあるフラダンス教室の講師も務めている。
教員免許（教科：英語）と学芸員資格を有する。

## 出演

### 舞台
- 吉幾三特別公演「大家族」（1992年5月、新宿コマ劇場）[3]
- 二十四の瞳（1992年7月・8月、芸術座）[3]
- 大月みやこ特別公演「おはん恋物語」（1993年11月）[3]
- ONLY WISH〜いつか出会った君に、この歌を…（2003年7月、原宿クエストホール）
- 女優☆座 Vol.1 “思惑ホテル”（2006年3月）
- 女優☆座 Vol.2 “お台場の母”（2006年8月）
- Drama Collection 2007夏「ソープオペラより」（2007年7月）
- 演劇集団アーバンフォレスト公演「それはアカン！」（2010年11月）

### テレビドラマ
- ど素人刑事殺人ファイル（1996年8月5日、TBS）
- 世にも奇妙な物語 秋の特別編「すみません、握手して下さい」（1996年10月2日、フジテレビ） - 本屋の女の子 役
- ガラスの仮面 第1シリーズ 第1話（1997年7月7日、テレビ朝日）
- 噂の伝次郎（1997年11月26日、NHK）
- 困ったひとたち（2000年1月4日、関西テレビ）
- 仔犬のワルツ 第2話・第3話・第4話（2004年4月24日・5月1日・5月8日、日本テレビ）
- だいすき!! 第8話（2008年3月6日、TBS）
- ビヨンド・ザ・ブレイク（2008年4月 - 8月、テレビ朝日） - 吹き替え[3]
- 軍師官兵衛（2014年8月、NHK）
- 金曜ドラマ 家族の裏事情 第6話（2013年11月29日、フジテレビ）
- 連続テレビ小説 まれ 第8話・第107話（2015年4月7日・7月31日、NHK） - 芸者 役

### テレビ番組
- 中居正広の金曜日のスマたちへSP フジコ・ヘミング（2010年10月1日、TBS） - フジコ・ヘミング 役
- Mプラス 9（2011年11月、テレビ東京） - コンパスコーナーリポーター
- ドラクロワ（2012年4月・5月・9月・2013年2月、NHK）
- 超再現!ミステリー（2012年6月、日本テレビ）
- 有吉ゼミ〜今年こそ幸せになるゾ！新春2時間半スペシャル！〜（2014年1月4日、日本テレビ）
- 総合診療医ドクターGスペシャル「航空機内の患者を救え！」（2015年5月1日、NHK）

### ラジオ番組
- MAGICAL SNOWLAND（2006年10月 - 2007年3月、FM NACK5） - リポーター
- NACK ON TOWN（2007年4月 - 2011年3月、FM NACK5） - リポーター
- スタジアム 大宮アルディージャ（2008年3月 - 2009年1月、FM NACK5） - NACK5スタジアム大宮 スタジアムDJ[4]
- GOGOMONZ（2011年4月 - 、FM NACK5） - DREAM CARAVANリポーター[5]
- YAJIKITA ON THE ROAD〜耳で感じる旅番組〜（JFNC） - 「元町ショッピングストリート！編」（2013年12月）、「午年、東京馬巡り」（2014年3月）、「江戸の涼に触れる旅」（2014年7月）、「THEとちぎ！これが栃木だドライブ旅！」（2014年9月）

### 映画
- 短編映画 身代金は払わない（2012年10月）
- さよなら渓谷（2013年6月22日、ファントム・フィルム）
- 初恋ロスタイム（2019年9月20日、KADOKAWA）

### オリジナルビデオ
- 稲川淳二 恐怖の現場 最終章 禁断の地 永久に、永遠に vol.1・2（2013年）
- 稲川淳二 恐怖の現場 最終章 Part2 終わりの始まり vol.1・2（2016年）

## 掲載

### 雑誌
- 家庭画報別冊 きものSalon（世界文化社）
- ar（主婦と生活社）
- ef（主婦の友社）
- Disney FAN（講談社）

## その他の活動
- ワールド・インビテーショナル・フラ・フェスティバル日本大会出場（2011年9月24日） - コンペティション ワヒネ部門 アウアナにて優勝[1]